# 노미오와 줄리엣
노미오와 줄리엣(Gnomeo & Juliet)은 2011년 개봉한 3D 애니메이션 영화이다. '레드가(家)'와 '블루가'로 나뉜 난쟁이 정원사들의 대립을 그린 작품이다.

## 줄거리
스트랫퍼드어폰에이번에서 나이 든 이웃인 몬테규 부인과 캐퓰릿 씨는 서로를 몹시 싫어한다. 그들이 정원을 떠나면 그들의 정원 요정과 다른 잔디 장식품들이 살아난다. 몬테규 정원에는 레이디 블루베리가 이끄는 파란 모자 요정들이 살고, 캐퓰릿 정원에는 로드 레드브릭이 이끄는 빨간 모자 요정들이 산다. 인간 주인들 사이의 불화는 각 요정 파벌들에게도 반영된다.
골목길에서 잔디 깎는 기계 경주 중, 레이디 블루베리의 아들 노미오는 빨간 요정 티볼트와 경쟁하는데, 티볼트는 노미오의 잔디 깎는 기계를 파괴한다. 나중에 노미오와 그의 친구 베니는 티볼트의 잔디 깎는 기계를 망가뜨리기 위해 빨간 정원에 침투하지만, 대신 그의 받침대를 손상시켜 보안 경보를 울린다. 탈출 중 노미오는 버려진 정원에 우연히 들어가 로드 레드브릭의 딸 줄리엣을 만나는데, 줄리엣은 독특한 쿠피도의 화살 난초를 찾고 있었다. 그들은 서로에게 반하지만, 경쟁하는 정원에 속해 있다는 것을 알게 된다. 줄리엣은 도망치고, 나중에 친구 나네트에게 속마음을 털어놓는다.
경쟁에도 불구하고 노미오와 줄리엣은 계속해서 몰래 만난다. 그들은 플라스틱 플라밍고인 페더스톤을 만나는데, 그는 그들의 관계를 격려한다. 한편, 로드 레드브릭은 줄리엣과 빨간 요정 파리스의 결합을 주선하지만, 줄리엣은 그의 관심을 나네트에게 돌린다. 빨간 요정들이 귀한 파란 식물을 파괴하자, 노미오는 빨간 요정들의 튤립에 제초제를 뿌려 보복한다. 줄리엣은 그 현장을 잡고, 말다툼으로 이어진다. 페더스톤은 인간 이혼으로 인해 짝을 잃은 자신의 이야기를 들려주며, 이 커플이 화해하고 공유 정원을 만들 계획을 세우도록 영감을 준다.
베니는 노미오와 줄리엣이 함께 있는 것을 목격하고 도망치는데, 무심코 티볼트를 만난다. 대결이 벌어지고, 티볼트의 잔디 깎는 기계가 충돌하면서 티볼트는 파괴된 것으로 보인다. 빨간 요정들은 보복하고, 노미오는 바쁜 도로로 밀려난다. 부서진 파란 찻주전자는 모두가 그가 죽었다고 믿게 만든다. 슬픔에 잠긴 로드 레드브릭은 줄리엣의 발을 탑에 붙여 감금한다.
노미오는 살아남아 공원에 도착하고, 그곳에서 윌리엄 셰익스피어 동상에게 자신의 이야기를 들려주는데, 셰익스피어는 냉소적으로 비극적인 결말을 예측한다. 한편, 베니는 온라인으로 강력한 테라피르미네이터 잔디 깎는 기계를 주문하여 빨간 정원을 파괴한다. 활성화되자 테라피르미네이터는 통제 불능이 되어 요정들이 전투를 벌이는 동안 두 정원을 모두 파괴하기 시작한다.
줄리엣의 위험을 알게 된 노미오는 그녀를 구하기 위해 서둘러 돌아온다. 테라피르미네이터가 줄리엣의 탑을 목표로 삼자, 노미오와 줄리엣은 재회하여 기계가 탑에 충돌하여 폭발하기 전에 키스를 나눈다. 커플이 파괴되었다고 믿은 레이디 블루베리와 로드 레드브릭은 화해하고 불화를 끝낸다.
노미오와 줄리엣은 잔해 속에서 무사히 나타나고, 두 가족은 그들의 생존을 축하한다. 티볼트는 재건되고, 페더스톤은 오랫동안 헤어졌던 짝과 재회하며, 요정들은 노미오와 줄리엣이 보라색 잔디 깎는 기계를 타고 함께 떠나는 것을 지켜보며 두 부족의 결합을 상징한다.

## 출연진
- 에밀리 블런트/지연 - 줄리엣 역 (목소리)
- 제임스 맥어보이/이준 - 노미오 역 (목소리)
- 마이클 케인 - 레드브릭 역 (목소리)
- 매기 스미스 - 블루버리 역 (목소리)
- 제이슨 스타뎀 / 최석필 - 티볼트 역 (목소리)
- 애슐리 젠슨 / 정주리 - 나네테 역 (목소리)
- 맷 루커스- 배니 역 (목소리)
- 오지 오스본 - 폰 역 (목소리)
- 짐 커밍스 - 페더스톤 역 (목소리)
- 패트릭 스튜어트/김기현 - 빌 셰익스피어 역 (목소리)